# Manhemsförbundet
Manhemsförbundet var ett sällskap för patriotisk-moralisk uppfostran i götisk kristlig anda. Det stiftades i Stockholm den 18 november 1815 av skalden Carl Fredrik Dahlgren och A. J. D:son Cnattingius (sedermera kyrkoherde), vilka bägge då var lärare i Arvid August Afzelius' privatskola. 
Förbundet avsåg ursprungligen bara att främja "en närmare vänskaplig förening mellan några af lärarne och de bäste eleverna i Afzelii skola", men tog snart sikte på medlemmarnas införande i studiet av den fornnordiska litteraturen och växte småningom ut rätt långt utanför den ursprungliga kretsen. I början av 1816 invaldes den 23-årige Carl Jonas Love Almquist, då filosofie magister, informator i Stockholm och tjänsteman i ett par ämbetsverk. 
Han blev nästan omedelbart förbundets ordförande, och man gjorde upp en detaljerad studieplan, som avsåg att tillämpa de götiska idéerna på skolans område. Förbundets grader ordnades som skolklasser med flyttning och examina. Man studerade nordisk mytologi och sagolitteratur, Nordens äldsta geografi och historia, antikviteter, landskapslagar, folkvisor osv. Vid sammanträdena tog man i fråga om ceremonier och övriga anordningar delvis Götiska förbundet till mönster. Almquist utarbetade 1816 ett vidlyftigt förslag till fullständigare "organismus", vilket dock förkastades av översta graden, de äldres förbund, delvis eftersom man fruktade, att de högsta gradernas sammankomster skulle råka i kollision med konventikelplakatet. Förbundets provisoriska stadgar blev 1817 godkända av överståthållarämbetet, men organisationsarbetet hann aldrig bli fullt avslutat. 
1819 upprättades en filial i Uppsala av Manhemsbröder som var bosatta där. Almquists större organisationsplan publicerades av honom i "öfversedd och utvecklad" form 1820 (tillsammans med de äldre stadgarna) i Handlingar till upplysning i Manhemsförbundets historia (även intagen i hans Monografi, 1844-1845). Den var närmast ett utkast till nationell religiös uppfostringsplan för hela folket och innehöll flera snillrika idéer vid sidan av tämligen bisarra hugskott. Den anfölls häftigt av  Wallmark i Allmänna journalen, varpå följde ett svar från förbundets styrelse och en Adress till allmänheten av Almquist samma år. Sedan Almquists utbrytning 1820 förde förbundet ett tynande liv, och det kan anses ha upplösts 1823, då Dahlgren skänkte dess boksamling m.m. till en gymnasistförening i Linköping (sedermera Sällskapet för vitterhet och häfd).
Bland sina medlemmar räknade förbundet (utom Dahlgren, Cnattingius och Almquist) Anders Fryxell, Johan August Hazelius, Jonas Waern, Per Adolf Sondén, Jacob Branting, Emanuel Olde m. fl. män, som sedermera på skilda områden vann ett aktat namn. Johan Olof Wallin fungerade en kortare tid 1818 som dess ordförande.
En del av Manhemsförbundets protokoll förvaras i Kungliga biblioteket.